# Cihelna
Cihelna (niem. Ziegelschlag) – tylna część hradeckiej dzielnicy Svobodné Dvory, położona na zachód oraz północny zachód od centrum miasta.

## Geografia i przyroda

### Położenie
Miejscowość ta jest położona na obszarze Kotliny Czeskiej, po prawej stronie rzeki Łaby. Jej współrzędne geograficzne: 50° 13' 49.614" długości geograficznej wschodniej oraz 15° 46' 54.847" szerokości geograficznej północnej (przystanek autobusowy „Kozlovka“, bus nr 16).

### Hydrologia
Cihelna leży w dorzeczu Łaby. Nie ma tutaj rzeki oraz potoku ze znaczącą rolą i nie leży tutaj też żaden zbiornik retencyjny ani staw.

### Geologia
Pagórkowaty teren pokryty osadami w postaci iłowców, mułowców i piaskowców. Na powierzchni często występuje less nawiany przez wiatr, a prawie cały obszar charakteryzuje się deficytem wody.

### Fauna i flora
Lokalna fauna i flora składa się z typowych gatunków Europy Środkowej.

### Ochrona przyrody
W osiedlu Cihelna nie znajdują się obszary chronione.

## Demografia

### Liczba ludności

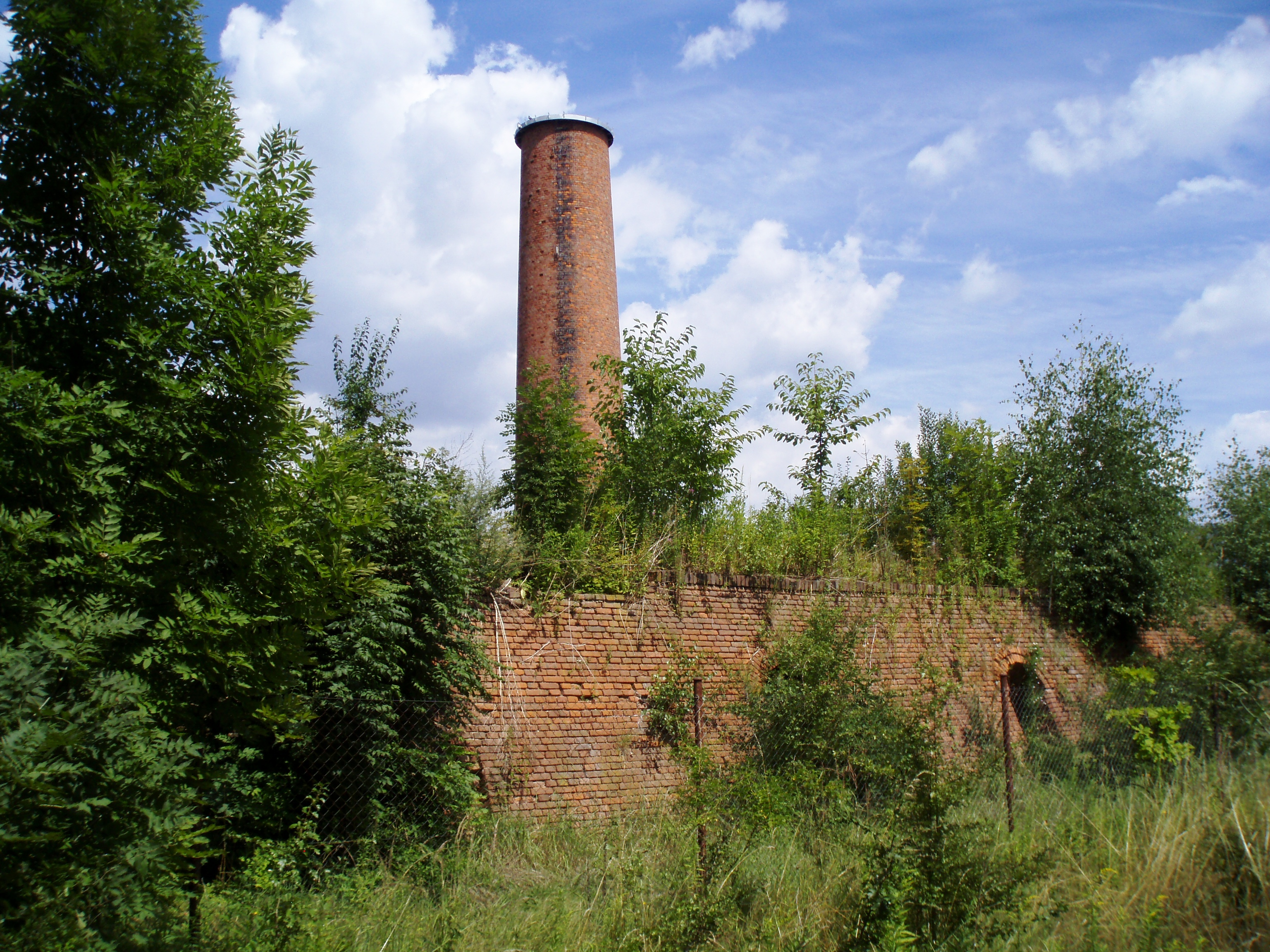
Pozostałość po dawnej cegielni

| Rok             | 1826 | 1833 | 1843 | 1869 | 1880 | 1890 |
| --------------- | ---- | ---- | ---- | ---- | ---- | ---- |
| Liczba ludności | 61   | 54   | 67   | 204  | 227  | 225  |

## Historia
Cihelna była zamieszkana już w czasach prehistorycznych, o czym świadczą liczne odkrycia archeologiczne dokonane na tych terenach. Nazwa miejscowości pochodzi od faktu, że znajdowało się tutaj wiele cegielni.
Najstarsza pisemna wzmianka o miejscowości pochodzi dopiero z 1798 r. Do tego czasu istniały tutaj tylko ziemiańskie dwory, obok których później budowano cegielnie.
8 sierpnia 1599 od uderzenia pioruna spalił się nie tylko dwór Marty Ceglarzki, ale także inne budynki w pobliżu. Inna klęska żywiołowa dotknęła to miejsce 16 stycznia 1610, kiedy nagła powódź oraz gwałtowna wichura zniszczyły kilka domów. Dzieła zniszczenia dokonały działania wojenne i skutki wojny trzydziestoletniej, m.in. mieszkańcy byli zmuszeni po 1625 r. do przyjęcia wiary katolickiej lub do opuszczenia kraju. Miejscowa ludność zmniejszyła się o dwie trzecie, a ubóstwo rozciągało się na cały region.
Kolejną wojną, która dotknęła miejscowość, była wojna siedmioletnia. Okolica stała się miejscem gromadzenia przez cesarskich żołnierzy (27 kwietnia 1757), którzy następnie udali się do okolicy Novego Bydžova.
Po zakończeniu budowy hradeckiej twierdzy dwory Bohdanecký, Klacovský oraz Cihelna zostały podzielone pomiędzy miejscową ludność, pod warunkiem że będzie musiała obowiązkowo wykonywać prace w lasach miejskich, i to w zależności od ilości otrzymanych gruntów.
W tym czasie urzędnikiem pełniącym funkcję organu wykonawczego był wójt Svobodnych Dvorów i osiedle nie miało własnego majątku. Kiedy gminy wokół Hradca Králové otrzymały własny samorząd (1849–1850), zostały połączone Svobodné Dvory, Bohdanecké Dvory, Klacovské Dvory oraz Cihelna, otrzymując wspólny komitet gminny i burmistrza. Miejscowości te nadal żyły swoim życiem i miały własnego sołtysa i komitet. Każda z tych miejscowości miała także własną numerację domów i nieruchomości w ramach swojej własnej administracji. Dopiero 4 stycznia 1894 r. doszło do połączenia majątku wszystkich części gminy politycznej oraz katastralnej, do faktycznego sformowania gminy Svobodné Dvory i ostatecznego upadku osiedla Cihelna.
Potem przyszła wojna siedmiotygodniowa, która przyniosła ogromne straty we wszystkich miejscowościach. Wielką stratą było połączenie 5 domów z Dvorów Svobodnych (Studánky) oraz 7 domów z Cihelny z gminą Plotiště nad Labem.

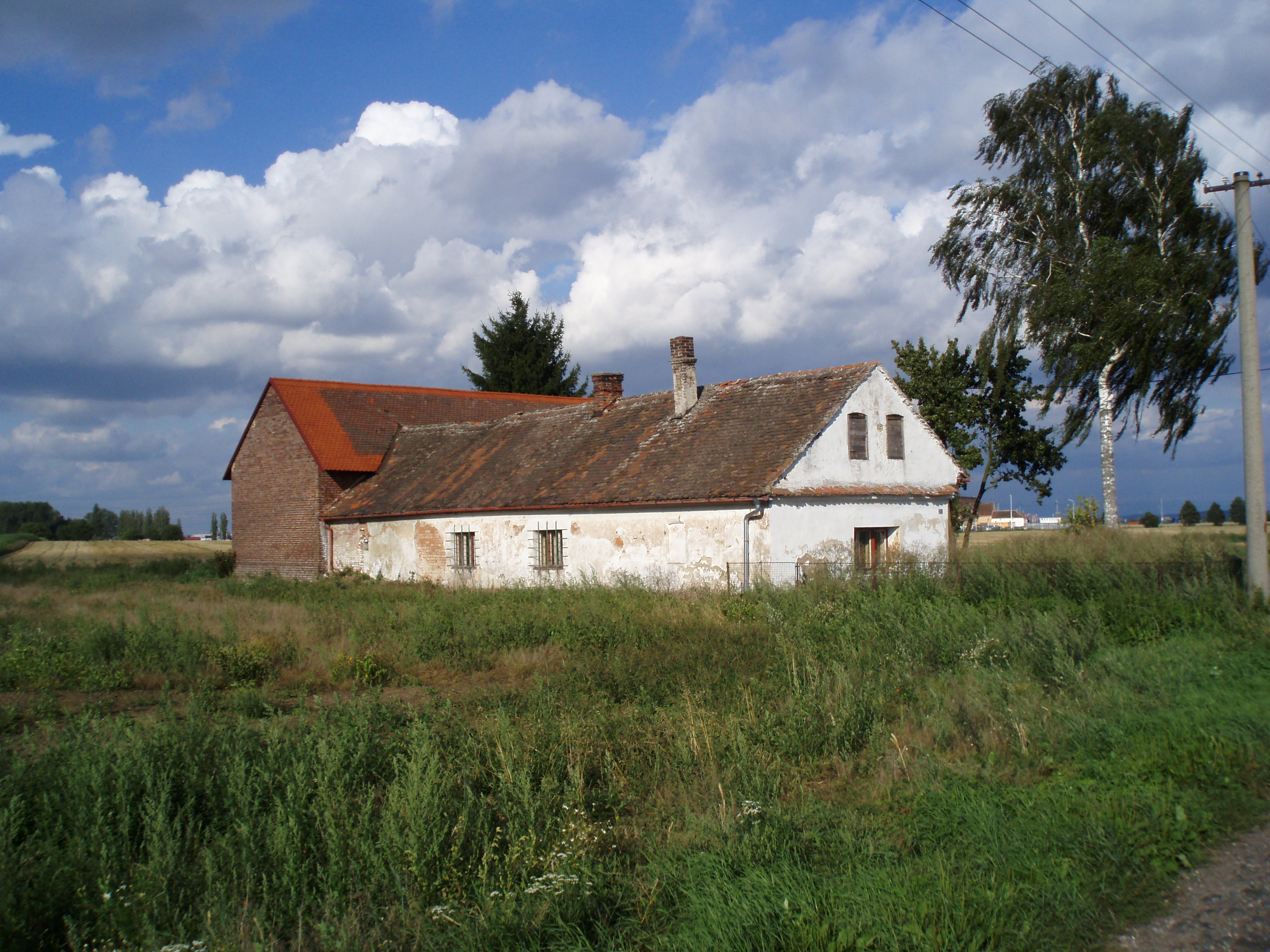
Ulica U Studánky

## Zabytki
- Zabytkowy krzyż z piaskowca z 1892 r.
- Rzeźba św. Jana Nepomucena z 1842 r. przy domu nr 72 (ulica Spojovací)
- Willa architekta Ladislava Komárka z lat 1925–1926 (K Dolíkám nr 121, dzisiaj tu jest przedszkole)
- Pozostałości tradycyjnej ceglanej architektury XIX w.
- Pozostałości cegielni oraz ich kominów z tego samego wieku